# Seymour Cromwell
Seymour Legrand Cromwell II (17. februar 1934 - 2. maj 1977) var en amerikansk roer, født i New York.
Cromwell vandt sølv i dobbeltsculler ved OL 1964 i Tokyo, sammen med Jim Storm. Parret blev kun besejret af Oleg Tjurin og Boris Dubrovskij fra Sovjetunionen, mens tjekkoslovakerne Vladimír Andrs og Pavel Hofmann vandt bronze.
Cromwell døde af tarmkræft i 1977, i en alder af kun 43 år.

## OL-medaljer
- 1964:  Sølv i dobbeltsculler